# Miconia danielii
Miconia danielii är en tvåhjärtbladig växtart som beskrevs av Frank Almeda. Miconia danielii ingår i släktet Miconia och familjen Melastomataceae. Inga underarter finns listade i Catalogue of Life.